# 法特玛·内斯利亚
法特玛·内斯利亚 （1921年2月4日—2012年4月2日）是一位前奥斯曼帝國公主，奥斯曼帝国最后一任哈里发阿卜杜勒-迈吉德二世和他的第一任妻子謝蘇瓦爾 的外孙女，也是最后一位奥斯曼帝国苏丹穆罕默德六世和他的第一任妻子纳齐凯达卡登的外孙女。她是塞扎德·奧馬·法魯克  和他的第一任妻子鲁基耶·莎比哈·苏尔坦的女儿。